# Iconic Houses
Iconic Houses (Ikonické domy) je mezinárodní nezisková organizace se sídlem v Nizozemsku, která spojuje architektonicky významné domy, domy umělců a ateliéry z 20. století přístupné veřejnosti jako takzvaná domovní muzea (house muzeum, dům – muzeum), zaměřuje se na jejich ochranu, řízení a spolupráci. Nadace je registrována jako veřejně prospěšná organizace (ANBI) u nizozemské daňové a celní správy.

## Historie
Tuto mezinárodní síť založila v roce 2012 skupina muzeí moderních domů včetně organizace Western Pennsylvania Conservancy, která udržuje dům Fallingwater od architekta Franka Lloyda Wrighta. Nadace podporuje zachování a kulturní dědictví těchto staveb, udržuje síť jejich vlastníků nebo správců, upozorňuje na ně veřejnost všemi dostupnými komunikačními prostředky, rozšiřuje  znalosti o jejich údržbě a prevenci destrukcí a demolicí, vytváří a udržuje dokumentace těchto domů, pořádá konference a získává finanční prostředky na projekty.

## Kritéria
Pro zapojení do sítě Iconic Houses na různých úrovních členství musí organizace provozující dům splnit tato kritéria:
- Dům je uznán pro svůj význam ve vývoji moderní architektury 20. století.[4]
- Dům je navržen architektem, který sehrál významnou roli ve vývoji architektury 20. století a toto je doloženo v odborných publikacích.[4]
- Dům musí být v původním stavu nebo uveden do původního stavu, nesmí být výrazně zrekonstruován nebo rozšířen způsobem, který by negativně ovlivnil původní vizi architektů.[4]
- Dům musí být k dispozici pro veřejnost buď v běžné provozní době nebo po domluvě. Informace o provozní době a jakýchkoli omezení (například pouze prohlížení exteriéru) musí být zveřejněny na webové stránce spolu s adresou a kontaktními informacemi včetně e-mailové adresy a telefonního čísla.[4]